# Лютві Местан
Лютві Ахмед Местан (болг. Лютви Ахмед Местан; нар. 24 грудня 1960, Чорбаджійсько, Болгарія) — болгарський політик турецького походження. Голова Руху за права і свободи (ДПС) з 19 січня 2013. Депутат п'яти скликань Народних зборів Болгарії. Один із лідерів турецької громади в Болгарії. 

## Біографія
Закінчив факультет болгарської філології в Великотирновський університет імені Св. Кирилла та Св. Мефодія (1985) і факультет права. Працював вчителем в Угирчині, Ловечі та Момчилграді. З 1991 — глава департаменту освіти та культури, а потім — віце-мер Момчилграду.
Вдруге одружений. Має трьох дітей. Мусульманин. 